# Alexander Korda
Alexander Korda (Hungría, 16 de septiembre de 1893-23 de enero de 1956) fue un director y productor de cine húngaro nacionalizado británico que realizó películas tanto en su país natal como en Austria, Alemania, Hollywood y Francia antes de establecerse definitivamente en el Reino Unido, en 1931, como uno de los más importantes productores independientes. 
Con 50 películas a sus espaldas, su conocimiento del mercado internacional era único en el Reino Unido al fundar la London Film Productions. Consiguió financiación de diversas fuentes para producir La vida privada de Enrique VIII (1933), película con la que conseguiría un éxito mundial.

## Primeros años
Fue el mayor de sus hermanos, también directores, Zoltan Korda y Vincent Korda. Su verdadero nombre era Sándor László Kellner, nacido en una familia judía en la que es ahora Hungría, donde trabajó como periodista cinematográfico.
En este período funda la compañía de cine Corvin Films. En octubre de 1919 fue arrestado durante el Terror Blanco en Hungría, que siguió al derrocamiento del gobierno comunista. Tras su puesta en libertad abandona su país natal, al cual nunca regresará, y se traslada a Austria. Realizó hasta el fin de la contienda una veintena de filmes, la mayoría sobre guiones propios. Viena y Berlín fueron las primeras ciudades donde comenzó a rodar.

## Etapa cumbre
El año 1929 supuso un cambio radical en la vida de Korda. A la crisis del cine mudo hay que sumarle la Gran Depresión estadounidense. Estos dos sucesos obligaron al realizador a trasladarse a las proximidades de París para trabajar en unos estudios de la Paramount afincados en Joinville.  En 1932 es nombrado representante de la Paramount en el Reino Unido por lo que se traslada a Londres.
En este año funda la compañía London Films, que cuenta con una importancia clave en las producciones británicas y que le permitiría a él financiarse (junto a sus hermanos y el guionista Lajos Biró) sus filmes más aclamados en la década de 1930. Entre ellos se encuentran La vida privada de Enrique VIII (1933), primer largometraje inglés nominado al Óscar a la mejor película y ganadora del Óscar al mejor áctor, y Rembrandt (1936), ambas interpretadas por sir Charles Laughton. Las cuatro plumas (1939), El ladrón de Bagdad (1940) u Ondas misteriosas (1939) son otras de sus producciones en esta época.
Durante la Segunda Guerra Mundial, se afinca en Hollywood en donde dirige y produce That Hamilton Woman (protagonizada por Vivien Leigh y Laurence Olivier, película también conocida como Lady Hamilton) y supervisa El libro de la selva, una revisión del clásico de Kipling de la mano de su hermano Zóltan Korda. Además coproduce una de las mejores comedias de la historia Ser o no ser (1942).

## Postguerra
A través de su productora, Korda compró una participación mayoritaria en British Lion Films. En 1948 Korda recibió un anticipo de 375.000 libras, el mayor pago único recibido por una compañía de cine británico, por tres películas, Un marido ideal (1947), Ana Karenina (1948) y Mine Own Executioner (1948).  Será entonces cuando produce El tercer hombre (1949),  ganadora de diversos premios alrededor del mundo y elegida en 1999 como la mejor aportación británica a la historia del cine.
Korda estuvo muy afectado por la guerra entre las industrias de cine americanas e inglesas en la segunda mitad de los años 40. Sus tres últimas producciones de esta década fueron grandes fracasos económicos. Sin embargo, en 1948 firma un acuerdo de coproducción con el afamado David O. Selznick.
Korda se recuperó en parte, debido a un préstamo de 3 millones de libras de la National Film Finance Corporation. En 1954 también recibió 5 millones de dólares de una asociación de Nueva York, lo que le permitió seguir produciendo películas hasta su muerte. Su última película producida fue una adaptación de  Ricardo III (1955) dirigida por Laurence Olivier.
Murió a la edad de 62 años en Londres a causa de un infarto. Fue incinerado, y sus cenizas se encuentran en el crematorio de Golders Green.

## Filmografía
- 1948: El último Estuardo
- 1947: Un marido ideal
- 1945: Separación peligrosa
- 1941: Lady Hamilton
- 1940: El ladrón de Bagdad
- 1939: Las cuatro plumas
- 1939: El león tiene alas
- 1936: El hombre que podía hacer milagros
- 1936: Rembrandt

- 1934: La vida privada de Don Juan
- 1934: Catalina de Rusia
- 1933: The Girl from Maxim's

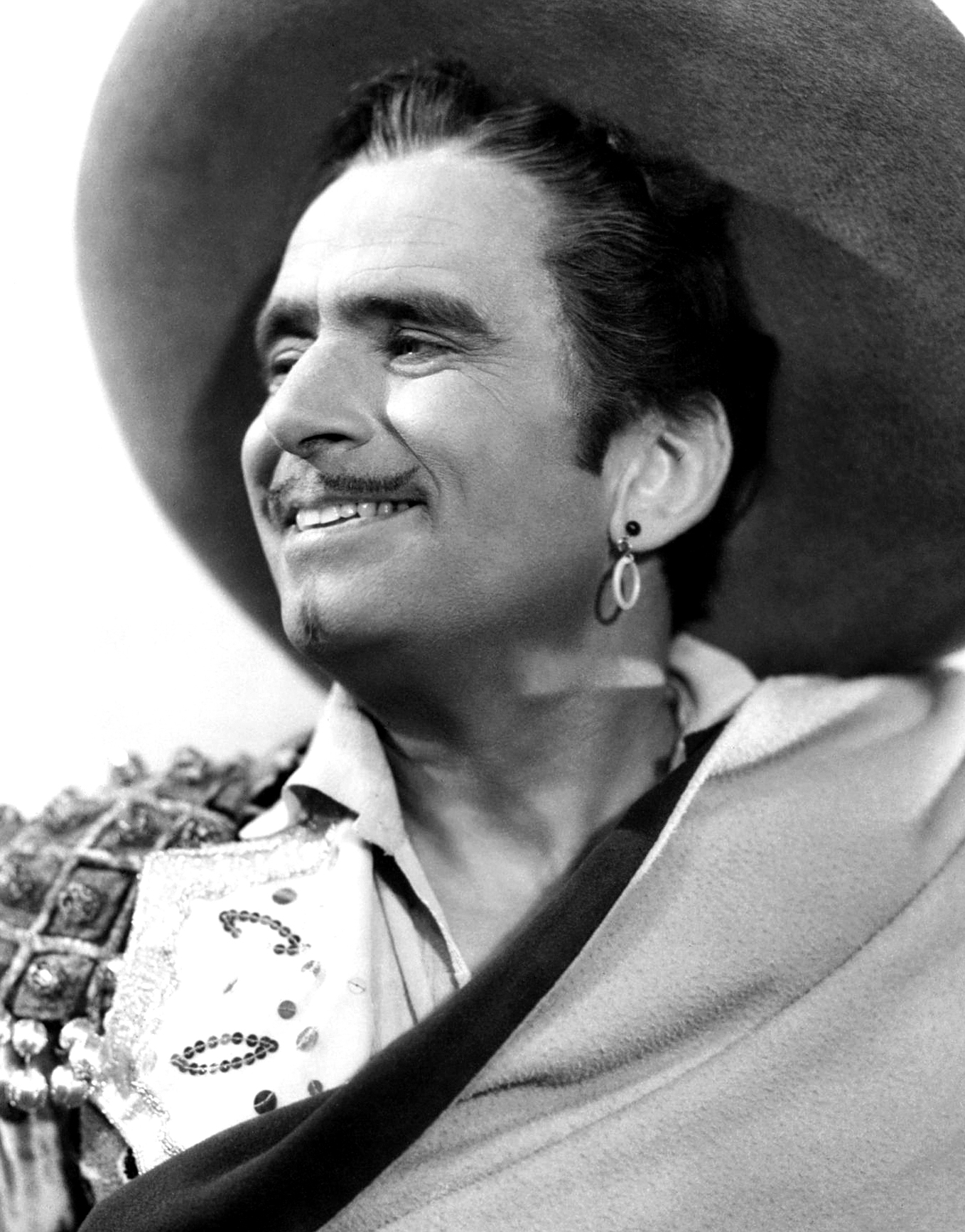
Douglas Fairbanks en una foto publicitaria de La vida privada de Don Juan (The Private Life of Don Juan, 1934).

- 1933: La vida privada de Enrique VIII
- 1933: La dame de chez Maxim's
- 1932: Ensayo de boda
- 1932: Zum goldenen Anker
- 1932: Service for Ladies
- 1931: Längtan till havet
- 1931: Die Männer um Lucie
- 1931: Marius (como Alexandre Korda)
- 1931: Rive gauche
- 1930: La princesa se enamora
- 1930: Mujeres por doquier
- 1930: Lilies of the Field
- 1929: Her Private Life
- 1929: The Squall
- 1929: Love and the Devil
- 1928: El vigía
- 1928: Yellow Lily
- 1927: La vida privada de Helena de Troya
- 1927: Los húsares de la reina
- 1927: Eine Dubarry von heute
- 1926: Madame wünscht keine Kinder
- 1925: La fiebre de la danza
- 1924: Mayerling
- 1924: Jedermanns Frau
- 1923: Das unbekannte Morgen
- 1922: Samson und Delila
- 1922: Die Tragödie eines verschollenen Fürstensohnes
- 1922: Herren der Meere
- 1920: The Prince and the Pauper
- 1920: A 111-es (como Sándor Korda)
- 1919: Ave Caesar! (como Korda Sándor)
- 1919: Neither at Home or Abroad (como Korda Sándor)
- 1919: White Rose (como Korda Sándor)
- 1919: Yamata (como  Korda Sándor)
- 1919: Man of Gold (como Korda Sándor)
- 1918: Mary Ann
- 1917: Faun (como Korda Sándor)
- 1917: Gólyakalifa (como Korda Sándor)
- 1917: Harrison és Barrison
- 1917: St. Peter's Umbrella
- 1917: Mágia (como Korda Sándor)
- 1916: A Dolovai nábob leánya
- 1916: A Kétszívü férfi (como Korda Sándor)
- 1916: A Nagymama (como Korda Sándor)
- 1916: A Nevetö Szaszkia
- 1916: Az egymillió fontos bankó
- 1916: Ciklámen
- 1916: Fehér éjszakák
- 1916: Mágnás Miska (como Korda Sándor)
- 1916: Vergödö szívek
- 1916: Mesék az írógépröl (como Korda Sándor)
- 1915: A tiszti kardbojt (como Korda Sándor)
- 1915: Lyon Lea (como Korda Sándor)
- 1915: Tutyu és Totyó (como Korda Sándor)
- 1914: A becsapott újságíró
- 1914: Örház a Kárpátokban (como Korda Sándor)